# Чемпионат мира по софтболу среди женщин 1970
2-й чемпионат мира по софтболу среди женщин 1970 проводился в городе Осака (Япония) с 22 по 30 августа 1970 года с участием 9 команд. В Японии и городе Осака женский чемпионат мира проводился впервые.
Чемпионом мира стала (впервые в своей истории) сборная Японии, победив в финале сборную США. Третье место заняла сборная Филиппин, победившая в матче за 3-е место сборную Австралии.
В чемпионате мира впервые принимали участие сборные Замбии, Канады, Китайского Тайбэя, Мексики и Филиппин.

## Итоговая классификация
| Место | Команда          | И  | В | П |
| ----- | ---------------- | -- | - | - |
| 1     | Япония           | 10 | 9 | 1 |
| 2     | США              |    |   |   |
| 3     | Филиппины        |    |   |   |
| 4     | Австралия        |    |   |   |
| 5     | Мексика          |    |   |   |
| 6     | Китайский Тайбэй |    |   |   |
| 7     | Новая Зеландия   |    |   |   |
| 8     | Канада           |    |   |   |
| 9     | Замбия           |    |   |   |